# اليكس بريكنريدج
اليكس بريكنريدج (بالإنجليزية: Alex Breckenridge)‏ مواليد 15 مايو 1982 في بريدجبورت، الولايات المتحدة، هي ممثلة أمريكية بدأت مسيرتها الفنية عام 1998. هي معروفة بدور جيسي أندرسون في الموتى السائرون وصوفي في هؤلاء نحن. منذ 2019 تشارك بالدور الرئيسي في مسلسل فيرجن ريفر على نتفليكس.

## وصلات خارجية
- الموقع الرسمي
- اليكس بريكنريدج على موقع IMDb (الإنجليزية)
- اليكس بريكنريدج على موقع روتن توميتوز (الإنجليزية)
- اليكس بريكنريدج على موقع ألو سيني (الفرنسية)
- اليكس بريكنريدج على موقع أول موفي (الإنجليزية)
- اليكس بريكنريدج على موقع قاعدة بيانات الأفلام السويدية (السويدية)
- اليكس بريكنريدج على موقع قاعدة بيانات الفيلم (الإنجليزية)
- اليكس بريكنريدج على موقع كينوبويسك (الروسية)